# Altdorf (Uri)

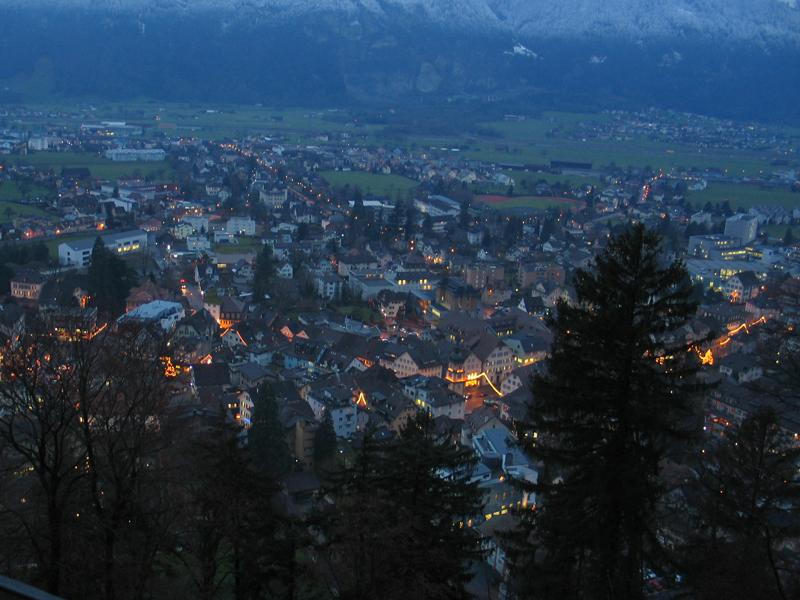
Altdorf nocą

Altdorf – miasto i gmina w Szwajcarii, siedziba administracyjna kantonu Uri. Miasto zajmuje powierzchnię 10,21 km². leży nad rzeką Reuss.

## Demografia
W Altdorfie mieszka 9 719 osób. W 2021 roku 16,5% populacji gminy stanowiły osoby urodzone poza Szwajcarią. 

## Zabytki
- pomnik Wilhelma Tella z 1895 roku
- kościół pw. św. Marcina (St. Martin) z 1802 roku
- klasztor Kapucynów z 1581 roku

## Współpraca
Miejscowość partnerska:
- Altdorf bei Nürnberg, Niemcy

## Transport
Przez teren miasta przebiegają autostrada A2 oraz droga główna nr 2.
Do 1951 r. w Altdorfie jeździły  tramwaje.